# Chamaita hirta
Chamaita hirta är en fjärilsart som beskrevs av Alfred Ernest Wileman 1911. Chamaita hirta ingår i släktet Chamaita och familjen björnspinnare. Inga underarter finns listade i Catalogue of Life.